# Ant-Man and the Wasp
Ant-Man and the Wasp is een Amerikaanse superheldenfilm uit 2018 van Marvel Studios, geregisseerd door Peyton Reed. De film is het vervolg op Ant-Man uit 2015, onder andere Paul Rudd, Evangeline Lilly en Michael Douglas keren terug in hun rol.
De film, geproduceerd door Marvel Studios en gedistribueerd door Walt Disney Motion Pictures Group. Het is de twintigste film in het Marvel Cinematic Universe en de tweede Ant-Man-film. De film ging op 25 juni 2018 in première in Los Angeles.

## Verhaal
Bijna twee jaar na zijn illegale optreden als superheld in Captain America: Civil War heeft Scott Lang nog een paar dagen te gaan voor zijn enkelband eraf mag en hij zijn huis weer uit mag. Hank Pym en zijn dochter Hope van Dyne hebben in de tussentijd gewerkt aan een tunnel naar de subatomaire wereld. Pyms vrouw Janet leek daar na het onklaar maken van een kernbom in 1987 voorgoed verloren, maar nadat het Lang in zijn strijd tegen Darren Cross gelukt is om daaruit terug te keren, hebben Pym en Van Dyne weer hoop dat ze haar terug kunnen halen. Lang blijkt tijdens zijn subatomaire reis bovendien kwantumverstrengeld te zijn geraakt met Janet. Hierdoor is ze in staat boodschappen achter te laten in zijn dromen. Voor Pym is dit de bevestiging dat Janet nog leeft.
Pym en Van Dyne ontvoeren Lang en overtuigen hem ervan dat hij ze moet helpen. Pym heeft nog wel een onderdeel nodig om zijn tunnel naar de subatomaire wereld goed te laten functioneren. Hij hoopt dat te kunnen kopen van zwartemarkthandelaar Sonny Burch. Burch ruikt niettemin zelf geld en probeert Pym en Van Dyne te bestelen van hun technologie. Terwijl zijn mannen en Van Dyne (in een Wasp-pak) vechten om het onderdeel en het tijdelijk tot formaat verhuisdoos verkleinde lab van Pym, duikt er een vrouw op wier lichaam voortdurend schakelt tussen vast en doorzichtig. Zij gaat er met alle technologie vandoor.
Lang, Van Dyne en Pym wenden zich tot zijn voormalige collega Bill Foster, die hem helpt zijn lab te lokaliseren. Zodra ze het vinden, zet de doorzichtige vrouw de drie gevangen. Ze legt uit dat ze Ava Starr heet. Ze is de dochter van Elihas Starr, een andere voormalige collega van Pym. Haar vader en moeder zijn overleden tijdens een experiment dat Ava maakte tot wie ze nu is, een vrouw wier moleculen voortdurend losscheuren en weer samentrekken. Ze heeft hierdoor voortdurend pijn. Foster heeft haar gevonden en sindsdien geprobeerd haar te helpen. Ze willen Pyms tunnel naar de subatomaire wereld gebruiken om kwantumenergie te onttrekken aan Janet en Ava daarmee te genezen. Pym weigert hieraan mee te werken omdat hij denkt dat hij daarmee het leven van Janet in gevaar brengt. Lang, Van Dyne en hij ontsnappen met het lab.
Pym opent de nu gecompleteerde tunnel naar de subatomaire wereld en krijgt contact met Janet. Zij legt hem uit waar ze haar kunnen vinden. Voor ze in actie kunnen komen, sporen Burch' contacten bij de FBI Pym en Van Dyne op en worden ze gearresteerd. Dit geeft Ava opnieuw de kans om er met het lab vandoor te gaan. Lang helpt Pym en Van Dyne uit de cel te ontsnappen en het lab opnieuw terug te vinden. Van Dyne en hij leiden Ava af, terwijl Pym de subatomaire wereld in gaat en Janet terugbrengt. Na dertig jaar daar te hebben doorgebracht, blijkt Janet in staat een deel van haar kwantumenergie over te brengen op Ava. Die is daardoor tijdelijk genezen. Lang slaagt er daarna in om op tijd thuis te komen en zo te voorkomen dat FBI-agent Jimmy Woo hem betrapt op het overtreden van zijn huisarrest.

## Creditscène
Pym, Lang, Hope en Janet willen Ava helpen door haar van meer kwantumenergie te voorzien. Lang reist daarom opnieuw met Pyms tunnel af naar de subatomaire wereld, terwijl de andere drie achterblijven om hem terug te halen. Voordat ze dit kunnen doen, lossen ze op in het niets als gevolg van Thanos' voltooiing van zijn missie in Avengers: Infinity War en komt Lang vast te zitten in de subatomaire wereld.

## Rolverdeling
| Acteur               | Rol                      |
| -------------------- | ------------------------ |
| Paul Rudd            | Scott Lang / Ant-Man     |
| Evangeline Lilly     | Hope van Dyne / Wasp     |
| Michael Douglas      | Hank Pym                 |
| Michelle Pfeiffer    | Janet van Dyne           |
| Michael Peña         | Luis                     |
| Laurence Fishburne   | Bill Foster              |
| Bobby Cannavale      | Jim Paxton               |
| David Dastmalchian   | Kurt                     |
| T.I.                 | Dave                     |
| Abby Ryder Fortson   | Cassie Lang              |
| Judy Greer           | Maggie Lang              |
| Hannah John-Kamen    | Ava Starr / Ghost        |
| Randall Park         | Jimmy Woo                |
| Walton Goggins       | Sonny Burch              |
| Divian Ladwa         | Uzman                    |
| Goran Kostić         | Anitolov                 |
| Rob Archer           | Knox                     |
| Sean Kleier          | Agent Stoltz             |
| Benjamin Byron Davis | Agent Burleigh           |
| Michael Cerveris     | Elihas Starr             |
| Riann Steele         | Catherine Starr          |
| Tim Heidecker        | Kapitein Daniel Gooobler |
| Brian Huskey         | Basisschoolleerkracht    |
| Madeleine McGraw     | Jonge Hope van Dyne      |
| Dax Griffin          | Jonge Hank Pym           |
| Hayley Lovitt        | Jonge Janet van Dyne     |
| Langston Fishburne   | Jonge Bill Foster        |
| RaeLynn Bratten      | Jonge Ava Starr          |
| Stan Lee             | Zichzelf                 |

## Achtergrond

### Ontwikkeling
De film werd in oktober 2015 aangekondigd door Marvel Studios. In diezelfde maand maakte de studio bekend dat Peyton Reed, die eerste Ant-Man regisseerde, ook de regie van deze film voor zijn rekening zou nemen.

### Opnames
De hoofdopnames gingen op 1 augustus 2017 van start onder de werktitel Cherry Blue bij de Pinewood Atlanta Studios. Andere opnames vonden plaats in San Francisco en Hawaï. De hoofdopnames werden op 19 november 2017 afgerond.

### Disneyland
In Hong Kong Disneyland staat de interactieve darkride Ant-Man and The Wasp: Nano Battle!. Deze staat volledig in het teken van de film.